# Marotiri

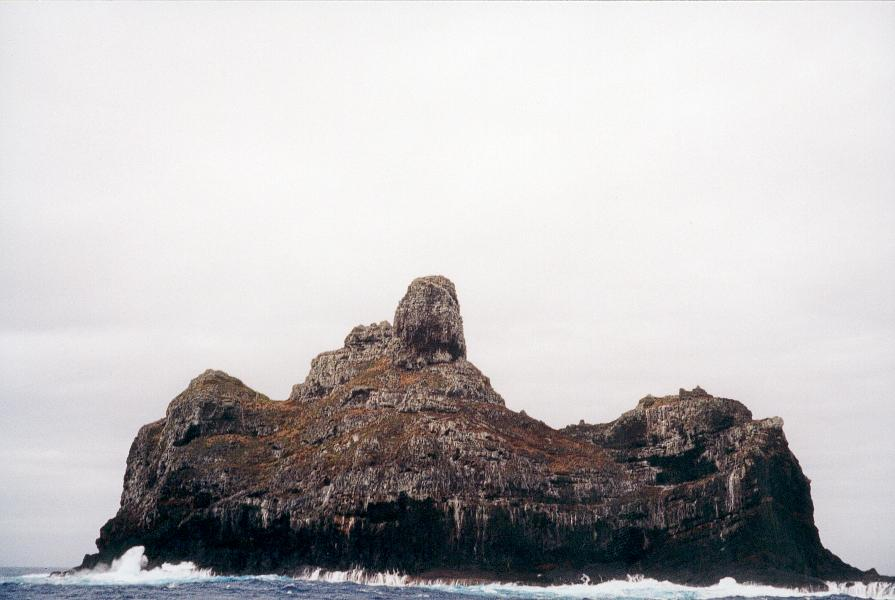
Southern Rock

Marotiri (ook wel Bass Rocks genoemd) is een groep van vier eilanden, die deel uitmaken van de Australeilanden (Frans-Polynesië). Het grootste eiland is Southern Rock (22.400 m²). Het dichtstbijzijnde eiland is Rapa Iti, dat 75 kilometer ten noordwesten van de eilandengroep ligt. Alle eilanden zijn onbewoond. De vier grote rotseilandjes bereiken een hoogte van maximaal 105 meter boven de zeespiegel, de kleinere zijn zo laag dat ze voortdurend worden overspoeld door de branding. De eilandjes liggen 1,5 tot 3 kilometer uit elkaar.
| Eiland        | Oppervlakte (m²) |
| ------------- | ---------------- |
| Northern Rock | 5.800            |
| Central Rock  | 1.800            |
| Southern Rock | 22.400           |
| Western Rock  | 13.100           |
| Marotiri      | 43.100           |

Tubuai-eilanden:
Îles Maria ·
Raivavae ·
Rimatara ·
Rurutu ·
Tubuai
Bass-eilanden:
Marotiri ·
Rapa Iti